# Акензуа I
Акензуа I (ум. около 1735) — оба (правитель) средневекового бенинского государства Эдо, правивший приблизительно с 1711/1713 по 1735 годы.